# Sannsundsbron
Sannsundsbron är en bro i Jämtland. Den korsar Sannsundet i Storsjön och förbinder bland annat Hackås och Ovikens församlingar.
Bron är 1325 m lång, och Sveriges tolfte längsta bro (sjätte längsta som ägs av Trafikverket). Den invigdes 1981.